# 普勒格里费特
普勒格里费特（法語：Pleugriffet，法語發音：[pløɡʁifɛt]）是法国莫尔比昂省的一个市镇，属于蓬蒂维区。

## 地理
普勒格里费特（47°59'22"N, 2°41'9"W）面积38.49 平方千米，位于法国布列塔尼大區莫尔比昂省，该省份为法国西北部沿海省份，位于布列塔尼半岛南部，北起阿摩尔滨海省、西接菲尼斯泰尔省，南濒大西洋，东南接大西洋卢瓦尔省，东临伊勒-维莱讷省。
与普勒格里费特接壤的市镇（或旧市镇、城区）包括：布雷昂、盖贡、朗蒂亚克、拉德纳克、雷吉尼、克雷丹、福日德拉努埃。

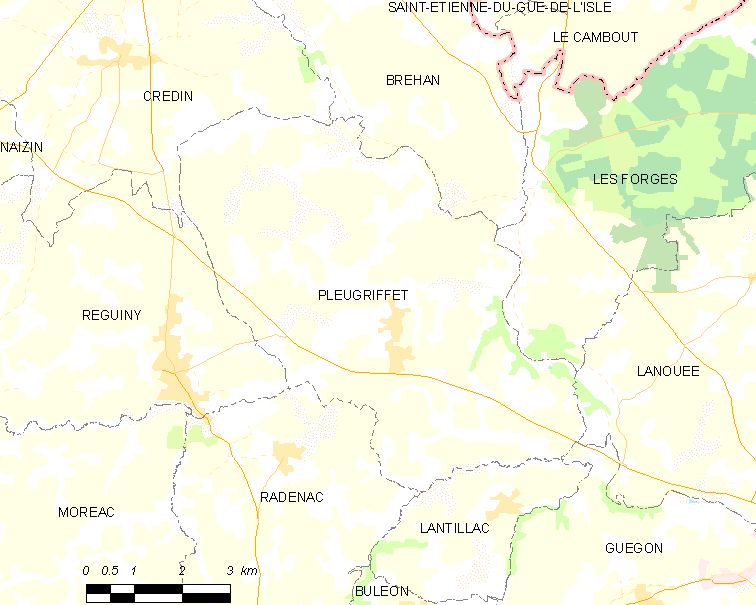
普勒格里费特的OSM定位图

普勒格里费特的时区为UTC+01:00、UTC+02:00（夏令时）。

## 行政
普勒格里费特的邮政编码为56120，INSEE市镇编码为56160。

## 政治
普勒格里费特所属的省级选区为格朗尚县。

## 人口

1962-2008年间普勒格里费特人口变化图示

普勒格里费特于2022年1月1日时的人口数量为1281人。